# Chad Kilger
Chad Kilger est un joueur professionnel de hockey sur glace. Il joue pour les  Panthers de la Floride dans la Ligue nationale de hockey à la position d'ailier gauche. Il est né le 27 novembre 1976 à Cornwall (Ontario).

## Carrière de joueur
Il a été repêché en première ronde, 4e au total par les Mighty Ducks d'Anaheim au cours du repêchage d'entrée dans la LNH 1995.
Par la suite, le 7 février 1996, il est échangé aux Jets de Winnipeg avec Oleg Tverdovsky et un choix de 3e ronde, en retour de Teemu Selänne, Marc Chouinard et un choix de 4e ronde.
Le 4 mars 1998, Kilger et Jayson More passaient aux Blackhawks de Chicago en retour de Keith Carney et Jim Cummins. L'équipe de Winnipeg était alors devenue les Coyotes de Phoenix.
Le 20 mars 1999, Kilger fut de nouveau échangé, cette fois-ci aux Oilers d'Edmonton avec Ethan Moreau, Daniel Cleary et Dean McAmmond.
Le 18 décembre 2000, Kilger fut échangé aux Canadiens de Montréal en retour de Sergei Zholtok.
Puis, le 9 mars 2004, les Maple Leafs de Toronto prirent possession de Kilger par ballotage.
Kilger a été une déception car les rapports des dépisteurs lui prévoyaient une grande carrière dans la LNH.
Le 26 février 2008, les Maple Leafs l'envoient aux Panthers de la Floride en retour d'un choix de troisième ronde au repêchage.

## Statistiques
Pour les significations des abréviations, voir Statistiques du hockey sur glace.
| Saison     | Équipe                 | Ligue      |     | Saison régulière | Saison régulière | Saison régulière | Saison régulière | Saison régulière |   | Séries éliminatoires | Séries éliminatoires | Séries éliminatoires | Séries éliminatoires | Séries éliminatoires |
| Saison     | Équipe                 | Ligue      | PJ  | B                | A                | Pts              | Pun              | PJ               | B | A                    | Pts                  | Pun                  |                      |                      |
| 1993-1994  | Frontenacs de Kingston | LHO        | 66  | 17               | 35               | 52               | 23               | 6                | 7 | 2                    | 9                    | 8                    |                      |                      |
| 1994-1995  | Frontenacs de Kingston | LHO        | 65  | 42               | 53               | 95               | 95               | 6                | 5 | 2                    | 7                    | 10                   |                      |                      |
| 1995-1996  | Mighty Ducks d’Anaheim | LNH        | 45  | 5                | 7                | 12               | 22               | -                | - | -                    | -                    | -                    |                      |                      |
| 1995-1996  | Jets de Winnipeg       | LNH        | 29  | 2                | 3                | 5                | 12               | 4                | 1 | 0                    | 1                    | 0                    |                      |                      |
| 1996-1997  | Coyotes de Phoenix     | LNH        | 24  | 4                | 3                | 7                | 13               |                  |   |                      |                      |                      |                      |                      |
| 1996-1997  | Falcons de Springfield | LAH        | 52  | 17               | 28               | 45               | 36               | 16               | 5 | 7                    | 12                   | 56                   |                      |                      |
| 1997-1998  | Coyotes de Phoenix     | LNH        | 10  | 0                | 1                | 1                | 4                | -                | - | -                    | -                    | -                    |                      |                      |
| 1997-1998  | Falcons de Springfield | LAH        | 35  | 14               | 14               | 28               | 33               | -                | - | -                    | -                    | -                    |                      |                      |
| 1997-1998  | Blackhawks de Chicago  | LNH        | 22  | 3                | 8                | 11               | 6                | -                | - | -                    | -                    | -                    |                      |                      |
| 1998-1999  | Blackhawks de Chicago  | LNH        | 64  | 14               | 11               | 25               | 30               | -                | - | -                    | -                    | -                    |                      |                      |
| 1998-1999  | Oilers d'Edmonton      | LNH        | 13  | 1                | 1                | 2                | 4                | 4                | 0 | 0                    | 0                    | 4                    |                      |                      |
| 1999-2000  | Oilers d'Edmonton      | LNH        | 40  | 3                | 2                | 5                | 18               | 3                | 0 | 0                    | 0                    | 0                    |                      |                      |
| 1999-2000  | Bulldogs de Hamilton   | LAH        | 7   | 4                | 2                | 6                | 4                | -                | - | -                    | -                    | -                    |                      |                      |
| 2000-2001  | Oilers d'Edmonton      | LNH        | 34  | 5                | 2                | 7                | 17               | -                | - | -                    | -                    | -                    |                      |                      |
| 2000-2001  | Canadiens de Montréal  | LNH        | 43  | 9                | 16               | 25               | 34               | -                | - | -                    | -                    | -                    |                      |                      |
| 2001-2002  | Canadiens de Montréal  | LNH        | 75  | 8                | 15               | 23               | 27               | 12               | 0 | 1                    | 1                    | 9                    |                      |                      |
| 2002-2003  | Canadiens de Montréal  | LNH        | 60  | 9                | 7                | 16               | 21               | -                | - | -                    | -                    | -                    |                      |                      |
| 2003-2004  | Canadiens de Montréal  | LNH        | 36  | 2                | 2                | 4                | 14               | -                | - | -                    | -                    | -                    |                      |                      |
| 2003-2004  | Maple Leafs de Toronto | LNH        | 5   | 1                | 1                | 2                | 2                | 13               | 2 | 1                    | 3                    | 0                    |                      |                      |
| 2005-2006  | Maple Leafs de Toronto | LNH        | 79  | 17               | 11               | 28               | 63               | -                | - | -                    | -                    | -                    |                      |                      |
| 2006-2007  | Maple Leafs de Toronto | LNH        | 82  | 14               | 14               | 28               | 58               | -                | - | -                    | -                    | -                    |                      |                      |
| 2007-2008  | Maple Leafs de Toronto | LNH        | 53  | 10               | 7                | 17               | 18               | -                | - | -                    | -                    | -                    |                      |                      |
| Totaux LNH | Totaux LNH             | Totaux LNH | 714 | 107              | 111              | 218              | 363              | 36               | 3 | 2                    | 5                    | 13                   |                      |                      |